# Anoplodactylus quadratispinosus
Anoplodactylus quadratispinosus is een zeespin uit de familie Phoxichilidiidae. De soort behoort tot het geslacht Anoplodactylus. Anoplodactylus quadratispinosus werd in 1943 voor het eerst wetenschappelijk beschreven door Hedgpeth. 